# 65e cérémonie des New York Film Critics Circle Awards
La 65e cérémonie des New York Film Critics Circle Awards, décernés par le New York Film Critics Circle, a eu lieu en décembre 1999, et a récompensé les films réalisés dans l'année.

## Palmarès

### Meilleur film
- Topsy-Turvy
  - American Beauty
  - Dans la peau de John Malkovich (Being John Malkovich)
  - Une histoire vraie (The Straight Story)

### Meilleur réalisateur
- Mike Leigh pour Topsy-Turvy
  - David Lynch pour Une histoire vraie (The Straight Story)

### Meilleur acteur
- Richard Farnsworth pour le rôle de Alvin Straight dans Une histoire vraie (The Straight Story)
  - Russell Crowe pour le rôle de Jeffrey Wigand dans Revelations (The Insider)
  - Jim Broadbent pour le rôle de William S. Gilbert dans Topsy-Turvy

### Meilleure actrice
- Hilary Swank pour le rôle de Brandon Teena dans Tu peux compter sur moi (You Count on Me)
  - Julianne Moore pour le rôle de Sarah Miles dans La Fin d'une liaison (The End of the Affair)
  - Janet McTeer pour le rôle de Mary Jo Walker dans Libres comme le vent (Tumbleweeds)
  - Kate Winslet pour le rôle de Ruth dans Holy Smoke

### Meilleur acteur dans un second rôle
- John Malkovich pour son propre rôle dans Dans la peau de John Malkovich (Being John Malkovich)
  - Jamie Foxx pour le rôle de Willie Beamen #13 dans L'Enfer du dimanche (Any Given Sunday)
  - Christopher Plummer pour le rôle de Mike Wallace dans Revelations (The Insider)

### Meilleure actrice dans un second rôle
- Catherine Keener pour le rôle de Maxine Lund dans Dans la peau de John Malkovich (Being John Malkovich)
  - Chloë Sevigny pour le rôle de Lana Tisdel dans Boys Don't Cry

### Meilleur scénario
- L'Arriviste (Election) – Alexander Payne et Jim Taylor
  - Topsy-Turvy – Mike Leigh

### Meilleure photographie
- Une histoire vraie (The Straight Story) – Freddie Francis
  - Sleepy Hollow – Emmanuel Lubezki

### Meilleur film en langue étrangère
- Tout sur ma mère (Todo sobre mi madre) •  Espagne

### Meilleur film d'animation
- South Park, le film (South Park: Bigger, Longer & Uncut)
  - Le Géant de fer (The Iron Giant)
  - Toy Story 2

### Meilleur premier film
- Spike Jonze pour Dans la peau de John Malkovich (Being John Malkovich)
  - Kimberly Peirce pour Boys Don't Cry
  - Sam Mendes pour American Beauty

### Meilleur documentaire
- Buena Vista Social Club
  - Mr. Death : Grandeur et décadence de Fred A. Leuchter Jr.